# Cotovia-de-bico-comprido-do-agulhas
Cotovia-de-benguela ou cotovia-de-bico-comprido-do-namibe (Certhilauda benguelensis) é uma espécie de ave da família Alaudidae.
Pode ser encontrada nos seguintes países: Angola e Namíbia.
Os seus habitats naturais são: campos de gramíneas subtropicais ou tropicais secos de baixa altitude.